# Esclassan-Labastide
Esclassan-Labastide é uma comuna francesa na região administrativa de Occitânia, no departamento de Gers. Estende-se por uma área de 11,93 km². Em 2010 a comuna tinha 362 habitantes (densidade: 30,3 hab./km²).